# أوريستيس (جنرال)
أوريستيس (باللاتينية: Orestes) هو قائد عسكري وسياسي روماني من أصل بانوني عاش في القرن الخامس الميلادي وكان هو القائد الحقيقي للإمبراطورية ووالد آخر آباطرة الإمبراطورية الرومانية الغربية رومولوس أوغستولوس (475-476) بعد أن قام هو بنفسه بخلع الإمبراطور يوليوس نيبوس.

## الحياة
والد لعائلة أرستقراطية رومانية وثنية في بانونيا، عمل كمستشار في بلاط أتيلا الهوني وقد تم إرساله كمبعوث مرتين إلى القسطنطينية من قبل أتيلا. بعد وفاة أتيلا ذهب إلى روما وإرتقى بالدرجات هناك وأصبح قائد الجيش في زمن حكم الإمبراطور يوليوس نيبوس في سنة 475، ومن تلك اللحظة خطط للإطاحة به وأخذ حكومة رافينا ألتي كانت أنذاك عاصمة الإمبراطورية، وتمكن أوريستيس من فعل ذلك بعد عدة أشهر فهرب نيبوس نحو دالماتيا. وبسبب اعتراض مجلس الشيوخ الروماني على تعيينه كإمبراطور بسبب عمله السابق مع عدوهم أتيلا، قبلوا بتنصيب إبنه رومولوس أوغستولوس كإمبراطور وأعطي لقب الأغسطس الصغير في أغسطس 475 وهو بعمر ال15 سنة فقط، بينما كان هو ممسك الزمام الحقيقي في الإمبراطورية. حكومة روما الجديدة لم يتم الاعتراف بها من قبل الإمبراطور البيزنطي زينون ولا من قبل منافسه باسيليسكيوس، حيث استمر يوليوس نيبوس هو الإمبراطور الشرعي، إنخرط كل من نيبوس وأوريستيس وإبنه في حرب أهلية، لم يستطع أوريستيس الانتصار فطلب معونة مرتزقة من البرابرة القوط تحت قيادة أودواكر مقابل إعطائهم بعض الأراضي في إيطاليا، تمكن عندها أوريستيس من الانتصار وأخذ مدن أرليس وميلانو منه. بعد النصر ذهب المرتزقة لأوريستيس لأجل إتمام وعده بتسليمهم أرض يحكموها لكن أوريستيس أنكر ذلك مما أدى إلى غضبهم، فثاروا تحت قيادة أودواكر، فهرب أوريستيس من عندهم إلى مدينة بافيا حيث ظل هناك تحت حماية أسقف المدينة، لكن أودواكر تمكن من هدم دفاعات المدينة، فهرب من هناك ليحاول جمع قوى الوحدات الرومانية في شمال إيطاليا لأجل مواجهة أودواكر في مدينة بياتشنزا، تقابلت قوات أودواكر وأورويستيس وهزمت قوات أورويستيس وقتل في تلك المعركة، حيث لم يكن بمقدور قواته الصمود أمام شراسة المحاربين الجرمان، وبعد عدة أسابيع أسر أودواكر ابن أوريستيس الإمبراطور رومولوس أغسطس وخلعه وأعلن نفسه ملكاً على إيطاليا منهياُ بذلك حكم الإمبراطورية الرومانية الغربية في سنة 476. في رسالة وجهها أودواكر للإمبراطور البيزنطي زينون ذكر بأن روما لم تعد بحاجة لإمبراطور.